# محمد بن أحمد الخويي
شهاب الدين أبو عبد الله محمد بن أحمد بن خليل المهلبي الخويي (1229 - 1294) .عالم مسلم وقاضي شامي في القرن السابع الهجري/ الثالث عشر الميلادي وهو ابن القاضي الخويي. ولد في دمشق وبها نشأ وتعلم. ولي قضاء القدس سنة 1259 م ثم قضاء المحلة وبنهة (بمصر) ثم حلب فقضاء الديار المصرية ثم قاضي القضاة الشام. هو محدث ومفسر وأصولي ونحوي ومن فقهاء الشافعية. توفي بدمشق. له مؤلفات ومنظومات وشروح منها أقاليم التعاليم في الفنون السبعة و أقصى الأمل والسُّول في نظم علوم حديث الرسول وكفاية المتحفظ في اللغة.

## سيرته
هو محمد بن أحمد بن خليل بن سعادة ابن جعفر الخويي، شهاب الدين، أبو عبد الله، ولد في دمشق سنة 626 هـ/ 1229 م ونشأ وتعلم بها. والخويي نسبة إلى خوي من أعمال إقليم أذربيجان. كان والده من تلامذة فخر الدين الرازي وكتب تتمة تفسير القرآن لشيخهُ. عين قاضي القضاة في دمشق وتوفي فيها 7 شعبان 637 هـ/ 2 مارس 1240 م. 

تعلم محمد بن أحمد الخويي على أبيه واجاز له جماعة من أصفهان وبغداد ومصر والشام. ولي قضاء القدس سنة 657 هـ ثم قضاء المحلة وبنهة (بمصر) ثم حلب فقضاء الديار المصرية فقضاء الشام. وكان فقيها شافعيا باحثا وله تصانيف.

توفي بدمشق سنة 693 هـ/ 1294 م.

## مؤلفاته
- أقاليم التعاليم في الفنون السبعة التفسير والحديث والفقه والأدب والطب والهندسة والحساب.
- أقصى الأمل والسُّول في نظم علوم حديث الرسول
- كفاية المتحفظ في اللغة.
- شرح الفصول الخمسين، في النحو، لابن معطي
- الجبر والمقابلة
- الهيئة
- نظم علوم الحديث لابن الصلاح.
- نظم الفصيح

ومنظومات في البيان والفرائض و العروض وكتاب يشتمل على عشرين فنا، في مجلد كبير. وخرَّج له عبيد بن محمد الإسعردي مشيخة على حروف المعجم اشتملت على 236 شيخا، وله نحو 300 شيخ لم يذكروا في هذا المعجم.